# Parakonsistent logik
Parakonsistent logik är logiska system som utvecklats för att undvika egenskapen att vad som helst kan härledas ur en kontradiktion i klassisk logik, intuitionistisk logik med flera.